# Гульєрме Барбоса де Жезуш
Гульєрме Барбоса де Жезуш або просто Гульєрме (порт.-браз. Guilherme Barbosa de Jesus / Guilherme; нар. 22 лютого 2007, Салвадор, Баїя, Бразилія) — бразильський футболіст, півзахисник молодіжної команди «Гояса», який виступає в оренді за житомирське «Полісся».

## Життєпис
Народився в місті Салвадор, штат Баїя. На юнацькому та молодіжному рівні виступав за «Ретро», «Палмейрас» та «Гояс».
13 січня 2025 року відправився в оренду до «Полісся». За резервну команду житомирян дебутував 26 квітня 2025 року в переможному (4:1) домашньому поєдинку 15-го туру групи А Другої ліги України проти франківської Ревери 1908. Гульєрме вийшов на поле на 85-й хвилині замість Бореля Томандзото.